# Conchobar mac Nessa
Nella mitologia irlandese, Conchobar mac Nessa (anche Conchobor, Conchubar, Conchobhar, Conchubhar, Conchúr, Conchúir, Conor, Connacher) fu re dell'Ulster all'epoca degli eventi narrati nel Ciclo dell'Ulster. Si pensa che abbia regnato da Emain Macha (Navan Fort vicino ad Armagh) attorno al tempo di Cristo. Sua madre, Ness, era una principessa guerriera. Sarebbe stato figlio o di Cathbad, capo druido dell'Ulster e marito di Ness, o di Fachtna Fáthach, re supremo d'Irlanda, amante di Ness. Costei alla fine sposò Fergus mac Róich, togliendogli poi con l'inganno il potere per darlo al giovane figlio (che aveva appena 7 anni), sebbene Fergus fosse molto più felice di servire come guerriero.

## Nascita
Esistono diverse versioni di come è stato concepito Conchobar. In una, Ness, figlia di Eochaid Sálbuide, l'allora re dell'Ulster, chiede al druido Cathbad per che cosa sia un momento propizio. Cathbad risponde "per generare un re da una regina". Non ci sono altri uomini in giro, quindi Ness porta Cathbad a letto e concepisce un figlio. In una versione successiva, Ness viene allevata da dodici padri adottivi e mentre tutti e dodici sono a una festa, Cathbad, che guida un fianna, cioè una banda di guerrieri senza terra, attacca la casa e li uccide tutti. Eochaid non è in grado di vendicarli perché il colpevole non può essere identificato, quindi Ness forma il suo fianna per dare la caccia a Cathbad. Ma mentre sta facendo il bagno da sola in una piscina, appare Cathbad, si trova tra lei e le sue armi e mostra la sua spada. Le promette di risparmiarle la vita a condizione che diventi sua moglie, e lei non può far altro che accettare. Si stabiliscono vicino a un fiume chiamato Conchobar, e Ness presto concepisce un figlio, ma, in questa versione, il padre è l'Alto Re Fachtna Fáthach, che è l'amante di Ness. Mentre lei e Cathbad sono in visita a Fachtna, Ness entra in travaglio. Cathbad le dice che se riuscirà a non dare alla luce il figlio fino al giorno seguente, suo figlio sarà un grande re e avrà una fama eterna, poiché nascerà lo stesso giorno di Gesù Cristo. Ness si siede su una pietra del fiume Conchobar e la mattina seguente partorisce. Il bambino cade nel fiume, ma Cathbad lo solleva, lo chiama Conchobar come il fiume e lo alleva come suo figlio.

## Re dell'Ulster
Quando Conchobar ha sette anni, Fergus mac Róich è il re dell'Ulster e si innamora di Ness. Lei accetta di diventare sua moglie, a una condizione: che Fergus permetta a Conchobar di essere re per un anno, cosicché i suoi figli saranno chiamati figli di re (in base alla legge irlandese medievale l'eredità passava attraverso la linea maschile, e solo quelli che avevano un re come antenato di linea maschile erano idonei per la regalità). I nobili dell'Ulster consigliano Fergus che ciò non influirà sulla sua posizione, poiché il ragazzo sarà re solo in nome, quindi il re è d'accordo. Ma Conchobar, consigliato da sua madre, governa così bene che alla fine dell'anno i nobili decidono che dovrà essere re in modo permanente. Fergus stringe un'alleanza con il nuovo Re supremo, Eochu Feidlech, e fa guerra all'Ulster. Dopo una serie di sanguinose battaglie, Conchobar propone la pace. A Fergus vengono offerte terre e la posizione di erede di Conchobar. Conchobar chiede un risarcimento da Eochu per l'omicidio di suo padre, Fachtna Fáthach, e gli viene concessa la figlia del Sommo Re in matrimonio.

## Matrimoni
Conchobar sposerà quindi quattro figlie del Re supremo Eochu Feidlech: Medb, Eithne, Mugain e Clothru. Medb gli darà un figlio, Amalgad, ma presto lo lascerà. Eithne gli darà come figlio Furbaide, nato per parto cesareo dopo che Medb ebbe annegato sua sorella. Mugain gli diede come figlio Glaisne, e Clothru è a volte citata come madre di Cormac Cond Longas, sebbene secondo altre versioni egli sia figlio di Conchobar e della sua stessa madre, Ness.
Altri figli di Conchobar includono Cúscraid e Folloman. Sua figlia Fedelm Noíchrothach sposerà Cairbre Nia Fer, Re di Tara.
Il nipote di Conchobar, figlio di sua sorella Deichtine, fu il grande eroe dell'Ulster Cú Chulainn. Un'altra sorella, Findchóem, è la madre dell'eroe Conall Cernach.

## Conchobar e Deirdre
Conchobar era presente alla nascita di Deirdre e udì la profezia secondo cui lei sarebbe stata molto bella, ma che avrebbe portato guerra e disastri. Decise di averla per sé e quindi la tenne in isolamento per poi sposarla quando fosse stata abbastanza grande. Tuttavia ella conobbe e si innamorò del guerriero Naoise. I due fuggirono in Scozia, alcuni credono nel castello di Dunstaffnage, insieme ai fratelli di Naoise. Ma il re locale cercò di ucciderli per tenere per sé Deirdre. Alla fine Conchobar scovò i fuggitivi in un'isola remota e inviò loro Fergus mac Róich, con la garanzia che avrebbero avuto un passaggio sicuro per casa. Ma quando arrivarono Fiachu, Naoise e i suoi fratelli vennero massacrati da Éogan mac Durthacht per ordine di Conchobar, che costringe Deirdre a sposarlo. Fergus, oltraggiato perché la sua parola era stata infranta, andò coi suoi seguaci (compreso il figlio più grande di Conchobar, Cormac Cond Longas) in esilio nel Connacht, dove fu accolto da Ailill e Medb. Fergus e i suoi uomini combatterono poi per Medb, partecipando all'invasione dell'Ulster nel Táin Bó Cúailnge. Conchobar, frustrato perché Deirdre non l'amava, la offrì a Éogan mac Durthacht, che aveva ucciso Naoise. Deirdre allora si suicidò.

## Táin Bó Cúailnge
Quando Medb raduna un esercito da quattro delle cinque province dell'Irlanda e lancia un'invasione dell'Ulster per rubare il toro Donn Cúailnge nel Táin Bó Cúailnge, Conchobar, come tutti gli uomini dell'Ulster tranne Cú Chulainn, non è in grado di combattere, disabilitato dalla maledizione di Macha. Cú Chulainn combatte una serie di combattimenti singoli contro i campioni del Connacht, sperando di dare agli uomini dell'Ulster il tempo di riprendersi e scendere in campo.
Alla fine, il padre di Cú Chulainn, Sualtam, giunge da Conchobar a Emain Macha per avvertirlo della devastazione che sta creando l'esercito del Connacht e gli chiede di radunare il suo esercito prima che sia troppo tardi. Conchobar e i suoi druidi concordano sul fatto che Sualtam dovrebbe essere messo a morte per aver infranto il protocollo della corte - a nessuno è permesso parlare prima di Conchobar o i druidi - e Sualtam scappa, ma cade e si decapita sul bordo affilato del suo scudo. La sua testa mozzata viene riportata sul suo scudo, mentre ancora grida il suo avvertimento. Conchobar raduna il suo esercito e lo conduce in battaglia. Durante i combattimenti, Fergus lo ha alla sua mercé, ma Cormac Cond Longas impedisce al padre adottivo di uccidere suo padre biologico e Fergus colpisce invece la cima di tre colline. Alla fine Medb è costretta a ritirarsi da Cú Chulainn, ma riesce a riportare il toro nel Connacht, dove combatte con il toro di suo marito Ailill mac Máta, Finilbhennach, lo uccide e subito dopo muore di stanchezza..

## La battaglia di Ros na Ríg
Dopo il Táin, Conchobar si ammala e non mangia né dorme. Gli Ulaid chiedono a Cathbad di scoprire cosa c'è che non va nel loro re. Conchobar dice a Cathbad che è malato perché le altre quattro province dell'Irlanda hanno combattuto impunemente contro di lui. Sebbene abbia vinto contro Ailill e Medb, nessuno dei due è stato ucciso nella battaglia e ha comunque perso il toro. Vuole muovere guerra contro il Connacht, ma ora è inverno, quindi Cathbad gli consiglia di aspettare l'estate, quando i suoi uomini e cavalli saranno freschi ed energici e, nel frattempo, inviteranno tutti i suoi alleati stranieri a portare rinforzi. Manda notizie a Conall Cernach, che sta raccogliendo tributi nelle isole scozzesi, e raduna una grande flotta di alleati degli Ulaid in Scandinavia e nelle Isole Faroe e li riporta a casa nell'Ulster.
In risposta a questa mobilitazione, le altre province si mobilitano a loro volta. Eochu mac Luchta, re del Munster, convince Ailill e Medb, contro il giudizio di Medb, ad offrire riparazioni a Conchobar. Ailill manda un uomo, di cui gli Ulaid hanno motivo di diffidare, come loro inviato per fare l'offerta. Conchobar rifiuta l'offerta e dice che non sarà soddisfatto fino a quando non sarà in grado di piantare la sua tenda ovunque in Irlanda. Quando gli viene chiesto dove vuole piantare la tenda quella notte, seleziona Ros na Ríg (Rosnaree) sul fiume Boyne. Ne segue una battaglia a Ros na Ríg tra gli Ulaid da una parte e dall'altra parte il regno di Meath, guidato dal genero di Conchobar Cairbre Nia Fer, re di Tara, e i Gailióin del Leinster, guidati dal loro re Trova mac Rossa. La battaglia va male per l'Ulaid fino a quando Conall Cernach si unisce alla mischia perché gli Ulaid, vacillanti, sono troppo spaventati da lui per ritirarsi. Conall uccide un migliaio di uomini nella battaglia. Cairpre Nia Fer ne uccide 800 prima che Cú Chulainn lo uccida con una lancia lanciata da lontano, quindi lo decapita prima che il suo corpo colpisca il terreno. Segue la ritirata dei Gailióin, e gli Ulaid prendono Tara. Erc, figlio di Cairpre e nipote di Conchobar, è installato come il nuovo re di Tara. Giura fedeltà a Conchobar e gli viene data in sposa la figlia di Cú Chulainn, Fínscoth.

## Morte
Conchobar morì per le conseguenze di una ferita che gli era stata inflitta anni prima dal guerriero Cet mac Mágach.